# Dienis Pankratow
Dienis Władimirowicz Pankratow (ros. Денис Владимирович Панкратов; ur. 4 lipca 1974 w Wołgogradzie) – rosyjski pływak. Dwukrotny złoty medalista olimpijski z Atlanty.
Specjalizował się w stylu motylkowym. Pływał w specyficzny sposób – większość dystansu pokonywał pod wodą. Spowodowało to zmianę przepisów, w ten sposób można obecnie pokonywać 15 metrów. Na igrzyskach debiutował w 1992 w Barcelonie. Cztery lata później wywalczył dwa złote krążki w wyścigach motylkiem. Wielokrotnie stawał na podium mistrzostw świata (złoto na 200 m motylkiem w 1994) i Europy, bił rekordy świata. Bez sukcesów startował na igrzyskach w Sydney, w 2002 zakończył karierę.

## Starty olimpijskie
Barcelona 1992
Atlanta 1996
- 100 m motylkiem, 200 m motylkiem – złoto
- 4 × 100 m st. zmiennym – srebro

Sydney 2000